# والنتین آلسینا، بوئنوس آیرس
والنتین آلسینا (به اسپانیایی: Valentín Alsina) شهری در کشور آرژانتین، ایالت بوئنوس آیرس است که در سال ۲۰۰۹ میلادی، حدود ۴۱٬۱۵۵ نفر جمعیت داشته‌است.